# Yikuang
Yikuang, principe Qing (o Ch'ing) (Manciù: ᡳ ᡴᡠᠸᠠᠩ I-kuwang; Pechino, 16 novembre 1838 – Pechino, 28 gennaio 1917), è stato un nobile e politico cinese di etnia manciú della dinastia Qing.
Fu il primo Primo Ministro del Gabinetto Imperiale, un ufficio creato nel maggio 1911 per sostituire il Gran Consiglio.

## Primi anni e carriera
Yikuang nacque nel clan Aisin-Gioro come figlio maggiore di Mianxing (綿性), un nobile minore che deteneva il titolo di buru bafen fuguo gong. Fu adottato da suo zio, Mianti (綿悌), che deteneva il titolo di zhenguo jiangjun di terza classe. Suo nonno era Yonglin, il 17º figlio dell'imperatore Qianlong e il primo in linea di successione nella parìa del principe Qing, uno dei 12 pari principeschi della dinastia Qing.
Yikuang ereditò il titolo di fuguo jiangjun nel 1850 e fu promosso beizi nel 1852. Nel gennaio 1860, l'imperatore Xianfeng elevò ulteriormente Yikuang allo status di beile. Nell'ottobre del 1872, dopo che l'imperatore Tongzhi sposò l'imperatrice Xiaozheyi, promosse Yikuang a junwang (principe di secondo rango) e lo nominò dachen yuqian (御前大臣; un ministro anziano che riferiva direttamente all'imperatore).

## Servizio sotto l'imperatore Guangxu
Nel marzo 1884, durante il regno dell'imperatore Guangxu, Yikuang fu messo a capo dello Zongli Yamen e gli fu dato il titolo di "Principe Qing di Seconda Classe" (慶郡王). Nel settembre 1885, fu incaricato di assistere il principe Chun nella supervisione degli affari marittimi e navali. Nel febbraio 1886, gli fu concesso il privilegio di entrare nella corte imperiale interna per incontrare l'imperatore. Nel gennaio 1889 gli fu dato un ulteriore incarico: U zongzheng (右宗正; Direttore destro della Corte del Clan Imperiale). Dopo che l'imperatore Guangxu sposò l'imperatrice Xiaodingjing nel 1889, concesse ulteriori privilegi a Yikuang. Nel 1894, quando l'imperatrice vedova Cixi festeggiò il suo 60º compleanno, emise un editto che promuoveva Yikuang allo status di qinwang (principe di prima classe); in seguito Yikuang fu formalmente conosciuto come "Principe Qing di Prima Classe".
Intorno all'ottobre 1894, durante la Prima guerra sino-giapponese, Yikuang fu nominato alto commissario dell'ammiragliato, capo dello Zongli Yamen e capo delle operazioni di guerra, con quest'ultimo che divenne un quartier generale quasi.
Yikuang era coinvolto nella "vendita" di posizioni ufficiali, in cui una persona poteva ottenere un posto ufficiale attraverso la raccomandazione del principe pagandogli una certa somma di denaro. È diventato una "persona di riferimento" per gli affari dietro le quinte in politica.
Durante la Ribellione dei Boxer dal 1899 al 1901, Yikuang era più solidale con gli stranieri, mentre Zaiyi, principe Duan si schierò con i Boxer contro gli stranieri. Due fazioni furono formate nella corte imperiale Qing: un gruppo "moderato" pro-straniero, guidato da Yikuang, e un gruppo xenofobo guidato da Zaiyi. Yikuang fu screditato per la sua posizione pro-straniera nel giugno 1900, quando una forza militare multinazionale (la spedizione Seymour) marciò da Tianjin verso Pechino. Fu immediatamente sostituito dal "reazionario" Zaiyi come capo degli Zongli Yamen. Le forze imperiali Qing e i Boxer, agendo sotto il comando di Zaiyi, sconfissero la prima spedizione di Seymour. Yikuang scrisse persino lettere agli stranieri, invitandoli a rifugiarsi negli uffici dello Zongli Yamen durante l'Assedio delle legazioni da parte degli uomini di Zaiyi. Un altro generale pro-stranieri, Ronglu, si offrì di fornire scorte agli stranieri quando i suoi soldati avrebbero dovuto uccidere gli stranieri. Le forze di Yikuang e Zaiyi si scontrarono più volte. Yikuang ordinò ai suoi Bannermen di attaccare i Boxers e i Kansu Braves.
Yikuang fu poi inviato dall'imperatrice vedova Cixi, insieme a Li Hongzhang, per negoziare la pace con l'Alleanza delle otto nazioni dopo aver invaso Pechino nel 1901. Yikuang e Li Hongzhang firmarono il protocollo Boxer il 7 settembre 1901. Durante la conferenza, Yikuang è stato visto come un rappresentante mentre i negoziati effettivi sono stati fatti da Li Hongzhang. Tornato a Pechino come membro anziano della corte imperiale, Yikuang persistette nei suoi vecchi modi, e fu disprezzato non solo dai riformatori, ma anche dai funzionari moderati della corte. [senza fonte]
Nel giugno 1901, lo Zongli Yamen fu convertito al Waiwubu (外務部; ministero degli affari esteri), con Yikuang ancora a capo di esso. A dicembre, il figlio maggiore di Yikuang, Zaizhen, fu nominato beizi. Nelle discussioni sulla Manciuria, Yikuang "fu più audace nel resistere ai russi [di Li Hongzhang], anche se era in ultima istanza debole e incapace di resistere alle pressioni. I giapponesi lo consideravano una 'nullità', ma questo giudizio potrebbe essere stato influenzato dal fatto che spesso non accettava i loro consigli. Fu anche nominato membro del Gran Consiglio nel marzo 1903. Più tardi nello stesso anno, è stato messo a capo dei ministeri delle finanze e della difesa, oltre alla sua posizione di capo del ministero degli affari esteri. Tuttavia, fu anche sollevato dai suoi doveri di dachen yuqian (御前大臣) e sostituito dal suo figlio maggiore, Zaizhen.
Dopo la morte dell'imperatore Guangxu il 14 novembre 1908, l'imperatrice vedova Cixi scelse il figlio di due anni di Zaifeng, principe Chun, Pu Yi, come nuovo imperatore. Puyi fu "adottato" nel lignaggio dell'imperatore, quindi nominalmente non era più figlio di Zaifeng. L'imperatrice vedova Cixi morì il giorno seguente.

## Servizio sotto l'imperatore Xuantong
Puyi salì al trono come imperatore Xuantong, con il suo padre biologico, Zaifeng (principe Chun), che fungeva da reggente. Nel 1911, Zaifeng abolì il Gran Consiglio e lo sostituì con un "Gabinetto Imperiale", dopo di che nominò Yikuang Primo Ministro del Gabinetto Imperiale (內閣總理大臣).
Quando scoppiò la rivolta di Wuchang nell'ottobre 1911, Yikuang si dimise da Primo Ministro, offrendo invece la sua posizione a Yuan Shikai, e si nominò Capo dell'Esecutivo del Bideyuan (弼德院; un ente governativo istituito nel maggio 1911 che forniva consigli all'imperatore). Yikuang e Yuan Shikai persuasero l'imperatrice vedova Longyu (imperatrice Xiaodingjing) ad abdicare per conto dell'imperatore Xuantong. L'imperatrice vedova ascoltò il loro consiglio nel febbraio 1912.

## La vita dopo la caduta della dinastia Qing
Dopo la caduta della dinastia Qing e l'istituzione della Repubblica di Cina, Yikuang e suo figlio maggiore, Zaizhen, accumularono una fortuna e si trasferirono da Pechino alla concessione britannica di Tianjin. In seguito tornarono alla residenza del principe Qing (慶王府) al n. 3, Dingfu Street nel distretto Xicheng di Pechino.
Yikuang morì di malattia nel 1917 nella sua residenza. Puyi gli conferì il titolo postumo di "Principe Qingmi di Primo Rango" (慶密親王). Nello stesso anno, Li Yuanhong, il Presidente della Repubblica di Cina, diede a Zaizhen il permesso di ereditare la parìa del principe Qing.

## Famiglia
Consorte e discendenza:
- Consorte principale, del clan Bolod (嫡福晉博羅特氏)
  - Zaiyu (郡主 載揄;n. 21 febbraio 1863), principessa di terzo rango, prima figlia
    - Sposò Nayantu (纳彦图) del clan Khalka Borjigin nel 1885
- Consorte secondaria, del clan Hegiya (大側福晉合佳氏)
  - Zairong (郡君 載搈;b.2 dicembre 1875), Signora di Primo Rango, seconda figlia
    - Sposò Shiliang (世梁) del clan Wumit (伍弥特氏) nel 1898

  - Zaizhen (慶密親王载振; 31 marzo 1876 – 31 dicembre 1947), principe Qingmi di primo rango, primo figlio maschio
  - Zaishu (熙九太太 載抒; n.19 dicembre 1878), Madame Xijiu, quarta figlia
    - Sposò Xijun (熙俊) del clan Hitara nel 1900
- Consorte secondaria, del clan Jingiya (側福晋金佳氏)
  - Zaihuan (載換;b.7 dicembre 1876), terza figlia
    - Sposò Deheng (德恒) del clan Yehe Nara nel 1896

  - Zaikui (郡君 载揆), Signora di Primo Rango, sesta figlia
    - Sposò Liangkui (良葵) del clan Guwalgiya nel 1906
- Consorte secondaria, del clan Liugiya (側福晉劉佳氏)
  - Quinta figlia (25 luglio 1882)[senza fonte]
  - Settima figlia (18 marzo 1886)[senza fonte]
  - Zaibo (鎮國將軍 載搏; 1887 – 1935), generale di primo rango, secondo figlio
  - Zailun (載掄;m.1950), quinto figlio
  - Decima figlia (21 dicembre 1892 – 1899)[senza fonte]
- Consorte secondaria, del clan Ligiya (側福晉李佳氏)
  - Ottava figlia (n.1890)[senza fonte]
    - Sposò Shijie (世杰) del clan Magiya nel 1911

  - Nona figlia
  - Zaikui (载揆; n.1897), nome di cortesia Zi Zhiqing (字芝卿), undicesima figlia
    - Sposò Hanluozhabu (汉罗扎布) del clan Kharchin Ulanghaijilmot (乌亮海吉勒莫特氏) nel 1921

  - La dodicesima figlia (1898)
- Sconosciuto
  - Zaishou (载授), terzo figlio
  - Quarto figlio
  - Zaipu (載镨), sesto figlio
- Ranghi reali e nobiliari della dinastia Qing
- Gradi delle consorti imperiali in Cina